# Брэдшо, Пол (футболист, 1956)
Пол Уильям Брэдшо (англ. Paul William Bradshaw; 28 апреля 1956, Олтрингем, Большой Манчестер — 22 февраля 2024) — английский футболист, выступавший на позиции вратаря. Известен выступлениями за «Блэкберн Роверс» и «Вулверхэмптон Уондерерс».

## Карьера
Брэдшо родился в Олтрингеме и начал свою карьеру в школе клуба «Блэкберн Роверс». В июне 1973 года он подписал профессиональный контракт и в следующем сезоне попал в основную команду, сыграв 18 матчей в третьем дивизионе. Он приобрел известность в сезоне 1976/1977, когда провел 41 матч в чемпионате и сыграл в первом матче в истории молодёжной сборной Англии, тем самым привлёк внимание клуба «Вулверхэмптон Уондерерс» из Первого дивизиона.
В сентябре 1977 года «Уондерерс» заплатили за Брэдшо рекордные для клуба 150 000 фунтов стерлингов. Он дебютировал 1 октября 1977 года в домашней победе над «Лестер Сити» (3:0) и оставался основным вратарем в течение следующих пяти сезонов. Всего Брэдшо сыграл за «Вулверхэмптон» 243 матча, выиграв Кубок Лиги сезона 1979/1980, сыграв в двух полуфиналах Кубка Англии и выступив в еврокубках. Он был признан игроком года клуба в 1981 и 1982 годах.
Брэдшо уступил свое место Джону Барриджу в сезоне 1982/1983, поскольку клуб с первой попытки вернулся в высший дивизион. Брэдшо остался, чтобы сыграть еще 10 игр в Первом дивизионе, прежде чем ушёл в августе 1984 года и присоединился к команде «Ванкувер Уайткэпс» из Североамериканской футбольной лиги.
После закрытия американской лиги Брэдшо вернулся в Англию. В феврале 1985 года он присоединился к «Вест Бромвич Альбион» в качестве запасного игрока, пока не приступил к тренерской роли в «Уолсолле» в июне 1986 года. Однако вскоре он вернулся к игре, присоединившись к «Бристоль Роверс», а позже играл в «Ньюпорте». После второго пребывания в «Вест Бромвиче», сезон 1990/1991 он провёл в составе «Питерборо Юнайтед» и завершил свою футбольную карьеру в «Кеттеринг Тауне» в 1992 году.

## Смерть
22 февраля 2024 года было объявлено, что он умер в возрасте 67 лет.